# Бандити в часі (телесеріал)
Бандити в часі (Time Bandits) — фентезійний пригодницький телесеріал, створений Джемейном Клементом, Ієном Моррісом і Тайкою Вайтіті. Заснований на героях однойменного фільму 1981 року режисера Террі Гілліама. Прем'єра серіалу відбулася 24 липня 2024 року на платформі Apple TV+. У вересні 2024 року серіал було скасовано після одного сезону.

## Синопсис
Одинадцятирічний Кевін, мешкає з батьками та сестрою в невеличкому містечку Бінглі, та є справжньою ходячою енциклопедією, адже його цікавить усе на світі, а особливо історія. Через свою надмірну захопленість хлопець часто набридає рідним і одноліткам, тому здебільшого проводить час на самоті. 
Все змінюється, коли у шафі Кевіна відкривається портал, через який він потрапляє на поле битви. А потім у його спальню зухвало вдирається харизматична група диваків, які називають себе «бандитами в часі». За допомогою магічної карти, викраденої у Вищої істоти, команда подорожує різними історичними епохами, щоб заволодіти предметами, які вони вважають безцінними. 
Кевін, зі своїм енциклопедичним знанням історії, переконує «бандитів» взяти його з собою, адже його експертиза стане в пригоді не надто освіченій групі. Проте за картою, за наказом зловісного Чистого зла, полює підступний демон. Він перетворює батьків Кевіна на купу вугілля, змушуючи його молодшу сестру Саффрон вирушити в небезпечну подорож, щоб знайти брата.

## Акторський склад

### Головні ролі
- Ліза Кудроу в ролі Пенелопи
- Кал-Ел Так у ролі Кевіна
- Тадж Мерфі в ролі Альто
- Роджер Нсенгіюмва — Віджит
- Руна Темте як Біттеліг
- Шарлін Ї в ролі Джуді
- Рейчел Хаус у ролі Фіанни
- Кіра Томпсон у ролі Саффрон

### Повторювані ролі
- Джонатан Бру в ролі Деймона
- Джемейн Клемент у ролі чистого зла
- Тайка Вайтіті як Вища Істота
- Джеймс Драйден — містер Хеддок
- Фелісіті Ворд у ролі місіс Хеддок
- Шейн Рангі в ролі демона
- Франческа Міллс у ролі детектива Кетрін
- Іман Хадчіті — сержант Льюїс

### Гостьові ролі
- Марлі Макрілл — Майкі Хеддок
- Росс Нобл у ролі будівельника Стоунхенджа
- Зої Вентура в ролі Кассандри
- Нікіта Хроніс — Ксанф
- Дженезіс Манчерен Аб'адж — леді Сак-К'ук
- Кон О'Ніл у ролі шерифа Ноттінгема
- Метт Кінг у ролі Де Плюма
- Шон Мікаллеф — мер
- Джордж Гувардас — Аякс Менший
- Марк Гетісс — Джон Монтегю, 4-й граф Сендвіч
- Хаммед Анімашон — Манса Муса
- Кантрі Вейн у ролі Бампі Джонсона

## Виробництво
У липні 2018 року було оголошено, що компанія Apple Inc. уклала угоду щодо розробки телевізійної версії фільму Террі Гілліама, де Гілліам стане виконавчим продюсером. У березні 2019 року Тайка Вайтіті приєднався до проєкту, став співавтором і режисером пілотного епізоду. Вайтіті заявив, що серіал складатиметься з 10 епізодів, і повідомив, що він буде співавтором сценарію разом з Ієном Моррісом і Джемейном Клементом. У вересні 2022 року відбувся кастинг Лізи Кудроу. 16 вересня 2024 року Apple TV+ скасувала серіал після одного сезону.
Зйомки проходили в Новій Зеландії та Торонто наприкінці 2022 та на початку 2023 року. Серіал знімався у Веллінгтоні, коли зйомки почалися в жовтні 2022 року.

## Реліз
Прем'єра відбулася 24 липня 2024 року на Apple TV+. Шоу виходило по дві серії на тиждень до 21 серпня 2024 року.

## Рецепція
Вебсайт Rotten Tomatoes дав проєкту 80 % схвалення із середнім рейтингом 7,1/10 на основі 49 відгуків критиків. Консенсус критиків веб-сайту говорить: «Це переосмислення „Бандитів в часі“ замінює ексцентричність оригінального фільму на більш сімейну чутливість, створюючи енергійну пригоду, яка стає все більш захоплюючою в міру проходження». Metacritic, який використовує середньозважену оцінку, присвоїв оцінку 65 зі 100 на основі 25 відгуків, вказуючи на «загалом схвальні відгуки».